# Paracopidosoma
Paracopidosoma is een geslacht van vliesvleugeligen uit de familie Encyrtidae. De wetenschappelijke naam van dit geslacht is voor het eerst geldig gepubliceerd in 1957 door Hoffer.

## Soorten
Het geslacht Paracopidosoma omvat de volgende soorten:
- Paracopidosoma cuprinum Trjapitzin, 1989
- Paracopidosoma ephemeri Myartseva, 1977
- Paracopidosoma parallelum Hoffer, 1957